# 北日本エネルギーホールディングス
北日本エネルギーホールディングス株式会社（きたにほんエネルギーホールディングス、英: Kitanihon Energy Holdings Co., Ltd.）は、東京都中央区に本社を置く日本の持株会社。1959年に設立された北日本石油株式会社を前身とし、2025年7月1日付で社名変更を行い、持株会社体制へ移行した。
同日付で、従来の主力事業である石油製品の販売、自動車関連事業、舶用燃料供給などは、新設の分割会社「北日本エネルギー株式会社」へ承継され、当社はグループ全体の戦略立案および新エネルギー事業を担う中核企業となった。

## 概要
- 社名：北日本エネルギーホールディングス株式会社
- 本社所在地：東京都中央区日本橋蛎殻町一丁目28番5号
- 設立：1959年9月16日（旧・北日本石油株式会社）
- 社名変更：2025年7月1日
- 代表者：渡邉勇人
- 資本金：9,000万円
- 法人番号：5010001075985

## 沿革
- 1959年 - 北日本石油株式会社として設立。
- 2025年3月 - 北日本エネルギー株式会社を新設（完全子会社）。
- 2025年7月1日 - 北日本エネルギーホールディングス株式会社へ商号変更。事業再編により、主力事業を北日本エネルギーに承継。

## 事業内容
北日本エネルギーホールディングスは、傘下企業の経営戦略立案、財務管理、人材戦略の統括など、持株会社としての役割を担う。また、新エネルギー関連事業の一部は当社直轄で継続されている。

### グループ会社
- アヅマサービス株式会社
- 東北実業株式会社
- 北日本燃料株式会社
- アヅマ石油荷役サービス株式会社
- 株式会社エス・ネット八戸
- 金井石油株式会社
- 株式会社上ヶ島自動車